# 瀬戸地蔵

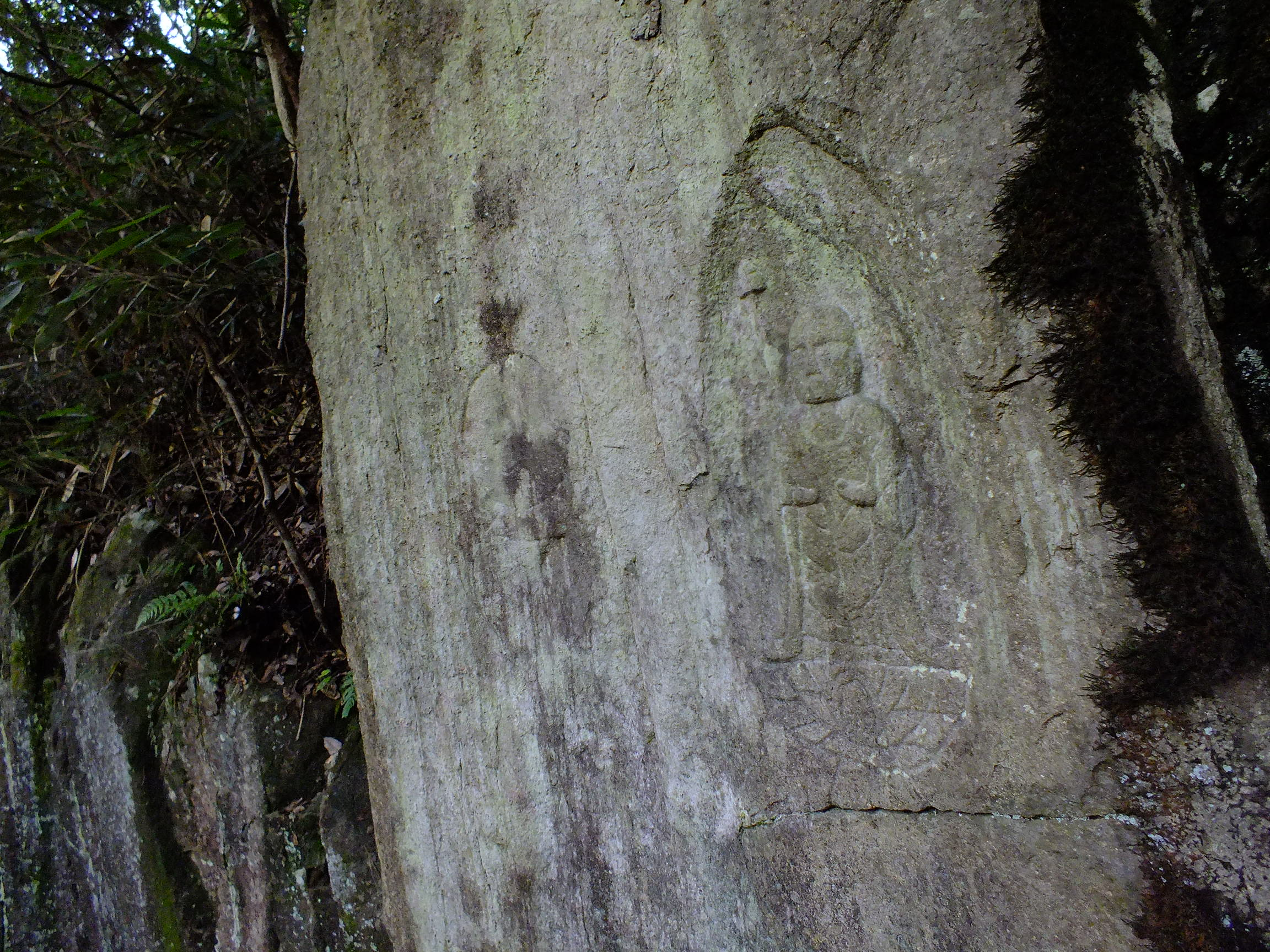
瀬戸地蔵

瀬戸地蔵（せとじぞう）は、兵庫県丹波篠山市今田町市原の東条川右岸にある石造浮彫の地蔵菩薩立像。丹波篠山市の指定文化財に指定されている。

## 概要

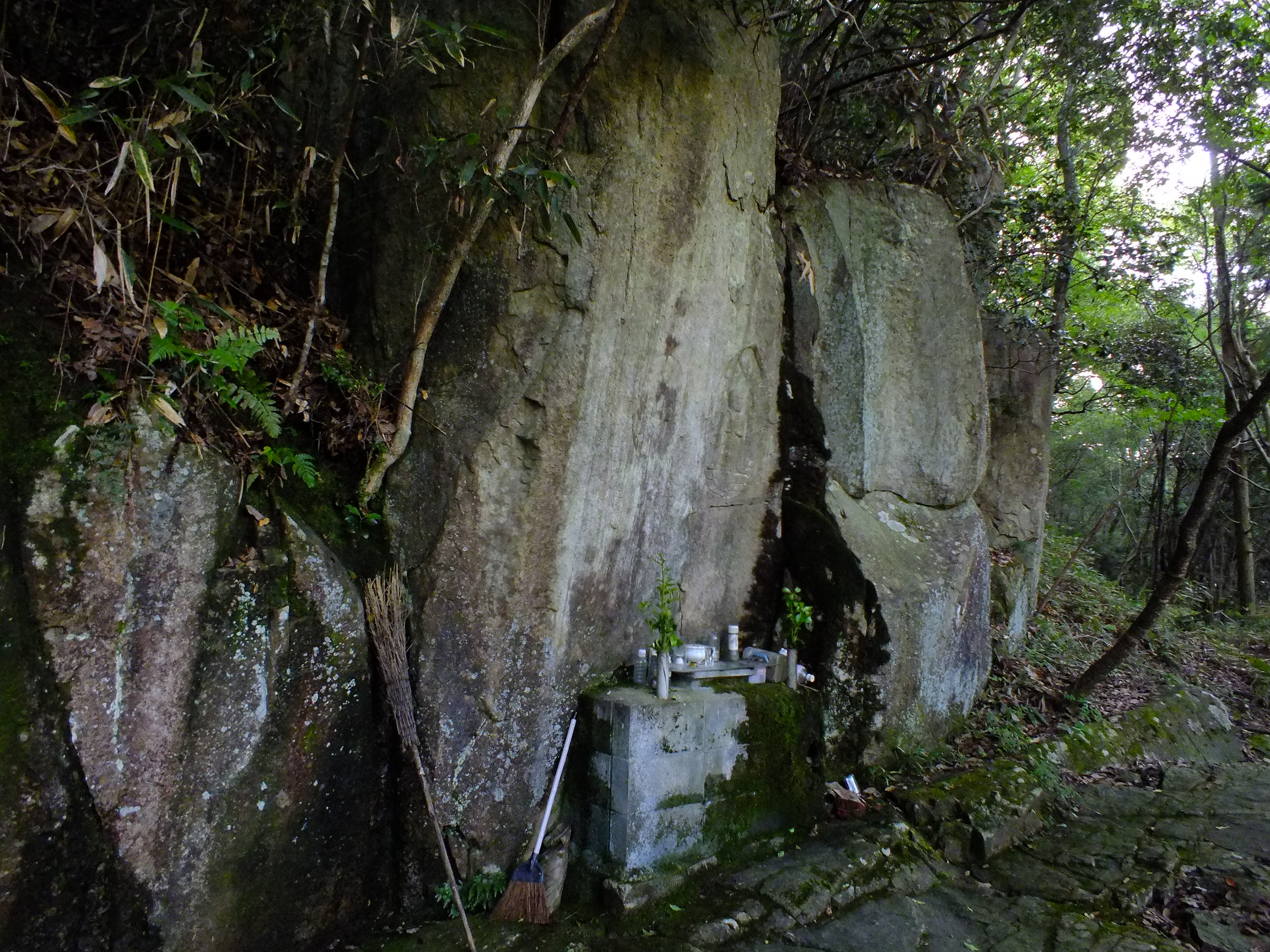
瀬戸地蔵前の道が近道であったが断崖絶壁であったという。

東条川沿いの小道にある岩を船形状に彫り窪め、中央に半肉彫りされた地蔵菩薩立像。右手に錫杖、左手に宝珠を持つ一般的な形式の地蔵菩薩で、衣を両肩にまとい、衣の皺を腹部から足にかけて六筋を表しており、室町時代の作と推定されている。屋外にある石像物としては比較的良好で、面相や像容が鮮明に残っている。瀬戸は狭い場所を意味し、川沿いの断崖絶壁の細道に沿うところにあるため、そう呼ばれてきた。名前の由来については諸説紛々で事実は定かではない。

## 伝説

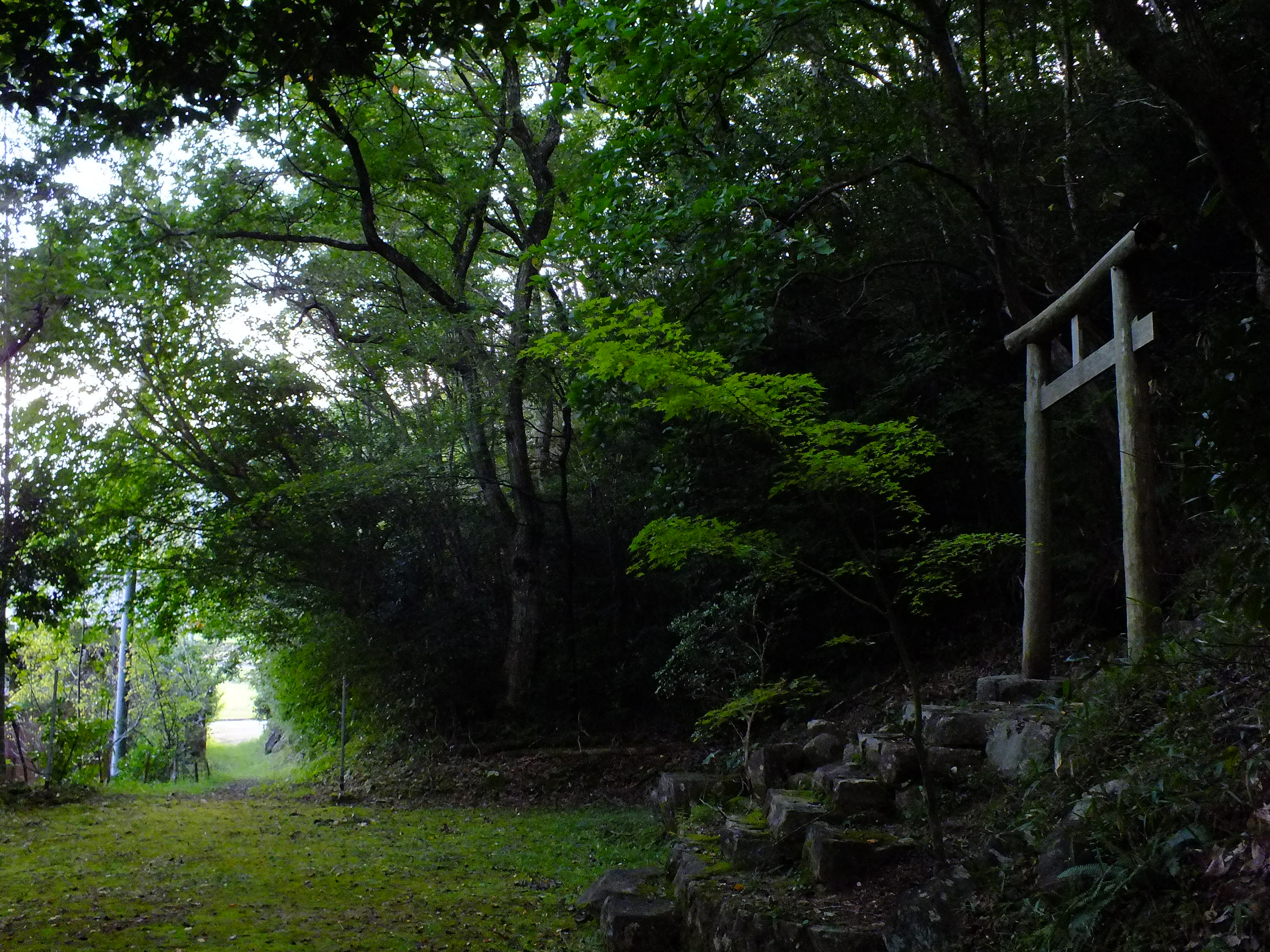
同じ道沿いの直ぐ近くには神社があり、当時、主要な道であったことがうかがい知れる。

奈良時代に、行基が播州清水寺にいたころ、ある時に、都へ上ろうとして清水寺の麓にある今田木津へ降りたち、芦原へ至った。それは近道であり、氷上郡から大阪方面へ行くのに、氷上郡谷川から今田町黒石を経て、本荘～市原～木津へと続く旅人が必ず通る道であったが、断崖絶壁となっており、その下は深い淵であった。行基が通りかかった時、そこで数人の村人がお経を唱えていた。行基が村人に訳を訪ねると、絶壁の斜面を旅人が通る際に、たびたび落ちて死ぬのだという。先日は、上流から死んだ赤子が菰に包まれ、投げ捨てられてその淵まで流されてきたのだとも聞いた。この度の読経は、先日亡くなった人の弔いだという。それを聞いた行基は、悲しい出来事が再び起こらないよう、願いを込め絶壁の岩面に地蔵立像を彫り込んで、交通安全と死んだ人たちの供養を行ったという。現在も祭りが続けられている。

## 参考サイト
- 丹波の由緒